# Aratinga finschi
Aratinga finschi là một loài chim trong họ Psittacidae.